# نیو ژاپن اوییشن
نیو ژاپن اوییشن (به انگلیسی: New Japan Aviation) یک شرکت هواپیمایی است که در تاریخ ۱ ژوئیه ۱۹۶۹ میلادی تأسیس شده‌است. دفتر مرکزی نیو ژاپن اوییشن در فرودگاه کاگوشیما، ژاپن واقع شده‌است و به ۲ مقصد، پرواز انجام می‌دهد.